# Chefe do Estado-Maior da Força Aérea

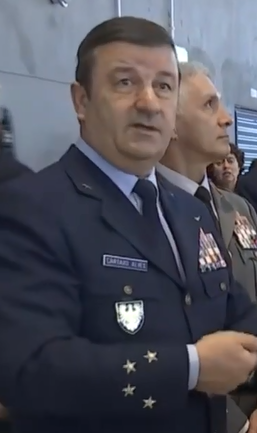
General João Cartaxo Alves, atual CEMFA

O Chefe do Estado-Maior da Força Aérea (CEMFA) é o comandante da Força Aérea Portuguesa. Por inerência de funções, o CEMFA é também a Autoridade Aeronáutica Nacional (AAN) de Portugal. A função é desempenhada por um general (quatro estrelas).
O CEMFA é coadjuvado pelo Vice-Chefe do Estado-Maior da Força Aérea (VCEMFA) que exerce as funções de 2º comandante da Força Aérea. Também compete ao VCEMFA dirigir o Estado-Maior da Força Aérea. O cargo de VCEMFA é desempenhado por um tenente-general hierarquicamente superior a todos os restantes tenentes-generais em serviço na Força Aérea.
O CEMFA tem, como órgão de apoio direto, o Gabinete do CEMFA, chefiado por um major-general.

## Funções
O Chefe do Estado-Maior da Força Aérea é o principal colaborador do ministro da Defesa Nacional e do Chefe do Estado-Maior-General das Forças Armadas (CEMGFA) em todos os assuntos respeitantes à Força Aérea, integra a estrutura de comando operacional das Forças Armadas Portuguesas como comandante subordinado do CEMGFA, é responsável pelo cumprimento das missões atribuídas à Força Aérea e compete-lhe definir a organização interna das unidades, estabelecimentos e órgãos da Força Aérea.

## Autoridade Aeronáutica Nacional
Ao abrigo do Decreto-lei n.º 28/2013 de 12 de abril, o Chefe do Estado-Maior da Força Aérea é, por inerência, a Autoridade Aeronáutica Nacional. Como AAN, é reponsável pela ação da Força Aérea no âmbito da regulação, inspeção e supervisão das atividades aeronáuticas na área da Defesa Nacional, pelo exercício dos poderes do Estado no espaço estratégico de interesse nacional e pela emissão de pareceres sobre a atribuição do estatuto de aeronave do Estado pelo Governo de Portugal.
A AAN é apoiada, nas suas funções, pelo Gabinete da Autoridade Aeronáutica Nacional (GAAN) e pelo Serviço de Policiamento Aéreo (SPA).